# Instapaper
Instapaper es un servicio de marcadores, que permite a sus usuarios guardar contenido web para leerlo después en otros dispositivos, tales como teléfonos inteligentes, tabletas o E-readers.
Instapaper fue fundada en el año 2008 por Marco Arment y se convirtió en un éxito instantáneo gracias a su sencillo formulario de registro. Fue propiedad de Pinterest del  23 de agosto de 2016 al 16 de julio de 2018, cuando fue recomprada por el equipo original.

## Historia
Inició como un servicio web sencillo en el año 2007, con un bookmarklet que, con el texto "leer luego", permitía reducir la vista de los artículos al mínimo. En el momento de ser lanzada el 28 de enero de 2008, su simplicidad le permitió ganar elogios de la prensa.
En abril del año 2013, Arment realizó la venta de la participación mayoritaria de Instapaper a Betawork, después de lo cual su interfaz fue rediseñada.

## Producto
Instapaper tiene un diseño muy simple, que ni siquiera necesita una dirección de correo electrónico o contraseña para usarse. Su aplicación, gratuita para iPhone permite la lectura sin conexión, y fue una de las primeras en el App Store en julio del 2008.
Poseía una versión de pago lanzada en agosto del 2008, la cual agregó el desplazamiento por inclinación, lo que creaba una columna de texto cuando el iphone se inclinaba hacia arriba o hacia abajo; además de artículos ilimitados, lectura de texto a voz artificial, y eliminación de la publicidad, que valía de 2.99 USD al mes o 29.99 al año.
Desde su compra por parte de Pinterest la aplicación es gratuita, incluidas las funciones que anteriormente eran de pago, y los usuarios que pagaron suscripciones anuales recibieron un reembolso.